# (73782) Yanagida
(73782) Yanagida est un astéroïde de la ceinture principale.

## Description
(73782) Yanagida est un astéroïde de la ceinture principale. Il fut découvert le 14 octobre 1994 à Yanagida par Akira Tsuchikawa et Osamu Muramatsu. Il présente une orbite caractérisée par un demi-grand axe de 2,62 UA, une excentricité de 0,31 et une inclinaison de 15,8° par rapport à l'écliptique.

## Compléments